# Burhan Imad Xa
Burhan Imad Xa (1558-1574) fou el quart sultà imadxàhida de Berar (i darrer de la nissaga original). Va succeir al seu difunt pare Darya Imad Shah el 1561, quan només tenia 3 anys sota la regència del seu ministre Tufal Khan Dakhni. El 1565 aprofitant la minoria, Murtada Nizam Xa d'Ahmednagar va envair el Berar aliat amb Ali Adil Xa del Sultanat de Bijapur; el país fou assolat però els invasors es van retirar quan va arribar el temps de les pluges. Segurament el 1566 Berar fou envaït pel sobirà farúquida de Khandeix Miran Muhammad Shah II. El regent va encarregar el comandament de l'exèrcit a Jag Dev Rao, un ex ministre de Golconda que havia estat destituït i s'havia refugiat a Berar. Jag Dev va derrotar l'exèrcit de Khandesh en diversos enfrontaments. El regent era un home ambiciós, i el 1568 va usurpar el tron i va enviar al jove príncep (de 10 anys) a l'exili i va agafar el títol de xa. Mai va tenir el suport de la població. El 1572 Tufal va haver de fugir davant les forces d'Ahmednagar i es va refugiar a la fortalesa de Narnala on es va emportar a Burhan Imad Shah. Finalment Tufal i Burhan, i un grapat dels seus homes, foren capturats el 1574 i portats a una de les fortaleses ja en poder dels invasors on foren tancats i un matí se'ls va trobar morts; alguns deien que havien estat enverinats i altres asfixiats perquè el lloc era massa petit per tanta gent (1574).